# Stylatula polyzoidea
Stylatula polyzoidea is een Pennatulaceasoort uit de familie van de Virgulariidae. De wetenschappelijke naam van de soort is voor het eerst geldig gepubliceerd in 1997 door Zamponi & Pérez.